# Pseudolucia patago
Pseudolucia patago is een vlinder uit de familie van de Lycaenidae. De wetenschappelijke naam van de soort is voor het eerst geldig gepubliceerd in 1885 door Mabille.